# La vita segreta delle città
La vita segreta delle città è l'ottavo album in studio del rapper italiano Murubutu, pubblicato nel 2025 per l'etichetta discografica indipendente Django Music e  Glory Hole Records. È disponibile in formato digitale, CD e vinile.

## Descrizione
Si tratta di un concept album incentrato sul tema della città. Dalle grandi capitali come New York, Parigi e Dublino, alle periferie ed i vicoli più sconosciutì. Come nello stile del rapper emiliano, le canzoni si ispirano a fatti storici, racconti di scrittori famosi o pure e semplici suggestioni tanto tanto accurate da divenire reali.
Dall'album sono stati estratti due singoli Flaneur, cantato con Ivana LCX, e La Città degli Angeli. 

## Tracce
Testi di Alessio Mariani, eccetto dove indicato.
1. La città degli angeli – 3:50 (testo: Alessio Mariani, Goedi)
2. La vita segreta (feat. Erica Mou) – 3:17 (testo: Alessio Mariani, Goedi)
3. Grande città – 4:29 (testo: Alessio Mariani, Gabriele Polimeni, DJ Fastcut)
4. Minuscola – 3:18 (testo: Alessio Mariani, Gian Flores)
5. Flaneur (feat. Ivana LCX) – 3:56 (testo: Alessio Mariani, Ivana LCX, Valerio Alessi, Goedi, Gabriele Polimeni)
6. Megalopoli (feat. Alborosie & DJ Craim) – 4:09 (testo: Alessio Mariani, Alborosie,  DJ Craim, Goedi, Gabriele Polimeni)
7. Nora e James – 3:30 (testo: Alessio Mariani, Gian Flores)
8. Il deserto a NYC (feat. DJ Caster) – 3:55 (testo: Alessio Mariani, James Logan, Dj Caster)
9. Vicoli (feat. Davide Shorty) – 3:20 (testo: Alessio Mariani, Davide Shorty , Gian Flores)
10. Saudade (feat. Dia) – 3:02 (testo: Alessio Mariani, Leo Bizzarri)
11. La caduta di Costantinopoli – 3:43 (testo: Alessio Mariani, James Logan)
12. 451 (feat. Danno) – 3:15 (testo: Alessio Mariani, Danno, James Logan)
13. Wanderlust – 3:36 (testo: Alessio Mariani, Gian Flores)
14. Paranormale – 3:51 (testo: Alessio Mariani, James Logan, Gabriele Polimeni)
15. Ultima Città (feat. Elisa Aramonte) – 4:10 (testo: Alessio Mariani, Ciro Nacci)